# Аблова Раїса Тимофіївна
Раї́са Тимофі́ївна А́блова (16 вересня 1923) — російський історик. Доктор історичних наук. Професор.

## Біографічні дані
Учасниця Другої світової війни.
1952—1956 — секретар ЦК ВЛКСМ. Далі перебувала на дипломатичній роботі, працювала в Міністерстві вищої освіти СРСР.

## Наукова діяльність
Автор праць з історії Другої світової війни.

## Видані книги
- Аблова Р. Т. Это было в Белоруссии (Из истории борьбы молодёжи в партизанских отрядах и подполье). — Москва: Молодая гвардия, 1957. — 192 с.
- Аблова Р. Т. Сотрудничество советского и болгарского народа в борьбе против фашизма (1941—1945 гг.). — Москва: Высшая школа, 1973. — 448 с.

## Електронні джерела
- Фонди та колекції документів особистого походження
- Переможці. Солдати великої війни [Архівовано 2 травня 2007 у Wayback Machine.]

1. 1 2  Чеська національна авторитетна база даних